# Liste der Naturdenkmale im Rheingau-Taunus-Kreis
Die Liste der Naturdenkmale im Rheingau-Taunus-Kreis nennt die Listen der in den Städten und Gemeinden im Rheingau-Taunus-Kreis in Hessen gelegenen Naturdenkmale.
| Stadt/Gemeinde     | Liste                                               |
| ------------------ | --------------------------------------------------- |
| Aarbergen          | Liste der Naturdenkmale in Aarbergen                |
| Bad Schwalbach     | Liste der Naturdenkmale in Bad Schwalbach           |
| Eltville am Rhein  | Liste der Naturdenkmale in Eltville am Rhein        |
| Geisenheim         | Liste der Naturdenkmale in Geisenheim               |
| Heidenrod          | Liste der Naturdenkmale in Heidenrod                |
| Hohenstein         | Liste der Naturdenkmale in Hohenstein (Untertaunus) |
| Hünstetten         | Liste der Naturdenkmale in Hünstetten               |
| Idstein            | Liste der Naturdenkmale in Idstein                  |
| Kiedrich           | kein Naturdenkmal                                   |
| Lorch              | Liste der Naturdenkmale in Lorch (Rheingau)         |
| Niedernhausen      | Liste der Naturdenkmale in Niedernhausen            |
| Oestrich-Winkel    | Liste der Naturdenkmale in Oestrich-Winkel          |
| Rüdesheim am Rhein | Liste der Naturdenkmale in Rüdesheim am Rhein       |
| Schlangenbad       | Liste der Naturdenkmale in Schlangenbad             |
| Taunusstein        | Liste der Naturdenkmale in Taunusstein              |
| Waldems            | Liste der Naturdenkmale in Waldems                  |
| Walluf             | Liste der Naturdenkmale in Walluf                   |